# Putnam County, Indiana
Putnam County är ett administrativt område i delstaten Indiana, USA. År 2010 hade countyt 37 963 invånare (2010). Den administrativa huvudorten (county seat) är Greencastle.

## Geografi
Enligt United States Census Bureau har countyt en total area på 1 250 km². 1 244 km² av den arean är land och 6 km² är vatten.

### Angränsande countyn
- Montgomery County - norr
- Hendricks County - öst
- Morgan County - sydost
- Owen County - söder
- Clay County - sydväst
- Parke County - väst

### Orter
- Bainbridge
- Cloverdale
- Fillmore
- Greencastle (huvudort)
- Roachdale
- Russellville